# Tadeusz Remer
Tadeusz Remer, ps. „er” (ur. 15 maja 1894 w Tłustem, zm. 8 sierpnia 1971) – polski nauczyciel, bibliotekarz, porucznik piechoty Wojska Polskiego.

## Życiorys
Urodził się 15 maja 1894 roku w Tłustem, w katolickiej rodzinie Lucjana (oficjał urzędu podatkowego w urzędzie c. k. starostwa powiatu sanockiego) i Marii z domu Martyniec. Jego bratem był Klemens (1895–1971, także oficer wojskowy, prawnik, działacz narodowy). Obaj byli jednymi z pierwszych członków ruchu skautowego w Sanoku, został członkiem „oddziału ćwiczebnego” im. Hetmana Stanisława Żółkiewskiego, założonego w listopadzie 1909 roku przez działaczy Organizacji Młodzieży Niepodległościowej „Zarzewie”, od 1911 roku Drużyna Skautowa im. hetmana Stanisława Żółkiewskiego – Ex ossibus ultor (innymi harcerzami byli wówczas m.in. jego brat Tadeusz, Jan Bratro, Władysław Brzozowski, Julian Krzyżanowski, Tadeusz Piech, Zygmunt Vetulani, Władysław Zaleski).
Tadeusz uczył się w C. K. Gimnazjum w Sanoku, gdzie otrzymywał stypendia w 1910, w 1911, a w 1912 roku zdał z odznaczeniem egzamin dojrzałości (w jego klasie byli m.in. Ludwik Hellebrand, Jan Kosina, Mieczysław Krygowski, Józef Agaton Morawski, Jerzy Pajączkowski, Zygmunt Vetulani).
W latach 1912–1914 rozpoczął studia filologię polskiej i romańskiej oraz filozofii na Uniwersytecie Franciszkańskim we Lwowie. Od 1912 do 1913 roku pracował w Kasach Stefczyka, od 1913 do 1914 roku był stypendystą w Bibliotece Zakładu Narodowego im. Ossolińskich (porządkował wówczas archiwum Sapiehów). Od 1912 do 1914 roku był w składzie władz kierujących Tajną Polską Szkołą Państwową Komisji Wychowania Państwowego (KWP) okręgu lwowskiego i był członkiem Akademickiej Legii Niepodległości. Działał jako łącznik między KWP a drużyną skautową im. D. Czachowskiego w Jarosławiu (1912/1913) i drużyną harcerską im. W. Łukasińskiego w Sokalu (1913/1914). Był działaczem „Zarzewia”, redaktorem pisma o tej nazwie, publikował pod pseudonimem „er”. Funkcjonował w zarządzie stowarzyszenia akademickiego „Kuźnica”.
Został podoficerem Polskich Drużyn Strzeleckich. Po wybuchu I wojny światowej w 1914 roku był szeregach Legionu Wschodniego, we wrześniu 1914 roku wcielony do c. k. Armii. Uczył się w szkole oficerskiej i został dowódcą plutonu w 10 pułku piechoty. Walczył pod Przemyślem i Kraśnikiem. 7 lipca 1915 roku trafił do niewoli i do sierpnia 1918 roku był przetrzymywany w Riazaniu. W tym czasie jego przyjacielem został poeta Kazimierz Wierzyński, który zadedykował mu swoje wiersze. W Riazaniu nauczał języka polskiego i reżyserował przedstawienia teatralne.
Do Polski wrócił w sierpniu 1918 roku, uczestniczył w rozbrajaniu Niemców i w listopadzie 1918 roku wstąpił do Wojska Polskiego. Mianowany podporucznikiem, służył w szeregach 36 pułku piechoty i 19 pułku piechoty. Brał udział w wojnie polsko-bolszewickiej (w 1919 roku walczył koło Bełza, pod Lidą, Mińskiem, Borysowem, a w 1920 roku pod Zamościem, Hrubieszowem, Gródkiem, Krasnem i Wilejką). W 1920 roku został awansowany na stopień porucznika ze starszeństwem z dniem 1 czerwca 1919 roku. Rozkazem z marca 1921 roku skierowany na dokończenie studiów na przemianowanym po odzyskaniu przez Polskę niepodległości Uniwersytecie Jana Kazimierza we Lwowie (ukończył w 1923 roku). Został zweryfikowany w stopniu porucznika piechoty ze starszeństwem z dniem 1 czerwca 1919 roku. Od stycznia 1923 do sierpnia 1930 roku ponownie był w służbie wojskowej. Jako oficer nadetatowy 19 pułku piechoty w latach 20. służył w kadrze Korpusu Kadetów nr 1 we Lwowie, gdzie był nauczycielem języka francuskiego i propedeutyki filozofii oraz sekretarzem rady pedagogicznej. Równolegle od 1924 do 1929 roku był bibliotekarzem Biblioteki Baworowskich, ponadto porządkował bibliotekę Lwowskiego Towarzystwa Lekarskiego. W 1929 uzyskał uprawnienia do nauczania w szkolnictwie średnim. W 1930 roku został przeniesiony w stan spoczynku. W 1934 roku jako porucznik piechoty przeniesiony w stan spoczynku był w oficerskiej kadrze okręgowej nr X jako oficer „przewidziany do użycia w czasie wojny” i był wówczas przydzielony do Powiatowej Komendy Uzupełnień Drohobycz.
Pełnił stanowisko dyrektora prywatnego koedukacyjnego gimnazjum i liceum w Borysławiu do 1939 roku. W tym mieście był radnym miejskim i w ramach rady prezesem klubu polskiego. Był działaczem Związku Nauczycielstwa Polskiego, był członkiem zarządu Ligi Obrony Powietrznej i Przeciwgazowej, wiceprzewodniczącym Związku Oficerów Rezerwy, zastępcą przewodniczącego Towarzystwa Szkoły Ludowej i przewodniczącym Koła Przyjaciół Harcerstwa. W 1938 roku został mianowany członkiem Okręgowej Komisji Wyborczej nr 75 w Drohobyczu przed wyborami parlamentarnymi w 1938.
W obliczu zagrożenia wybuchu konfliktu zbrojnego, 30 sierpnia 1939 roku został zmobilizowany, a po wybuchu II wojny światowej w okresie kampanii wrześniowej był dowódcą kompanii w batalionie Obrony Narodowej 4 pułku piechoty Legionów. Po odwrocie z Kielc do Hrubieszowa, przebywał chory w szpitalu w Rejowcu, powrócił do Borysławia, ukrywał się, od lutego 1940 roku przebywał we Lwowie, w tym roku pracował jako sprzedawca biletów w filharmonii, a od października 1940 do czerwca 1941 roku zatrudniony jako urzędnik na Politechnice Lwowskiej. Po ataku Niemiec na ZSRR i zajęciu Lwowa prowadził tajne komplety od lipca 1942 do czerwca 1944 roku nauczając języków obcych. Pracował jako karmiciel wszy w Instytucie Badań nad Tyfusem Plamistym i Wirusami prof. Rudolfa Weigla we Lwowie.
Po nadejściu frontu wschodniego w 1944 roku i zajęciu Lwowa przez Armię Czerwoną ZSRR od sierpnia 1944 do kwietnia 1945 roku był zatrudniony na stanowisku starszego bibliotekarza, potem sekretarza naukowego Biblioteki Uniwersyteckiej we Lwowie. Przebywał na delegacji w Leningradzie, a w kwietniu 1945 roku osiadł z rodziną w Krakowie (w toku przymusowych wysiedleń ludności polskiej z Kresów Wschodnich także polscy naukowcy stopniowo opuszczali Lwów). Przez dwa miesiące pracował w Bibliotece Jagiellońskiej, później przeprowadził się do Warszawy. Do 1948 roku pracował w Bibliotece Narodowej, delegowany także do Naczelnej Dyrekcji Bibliotek jako szef referatu bibliotek naukowych. Od 1 stycznia 1949 do 31 grudnia 1960 roku pełnił stanowisko dyrektora biblioteki Państwowego Muzeum Zoologicznego (później Muzeum i Instytut Zoologii Polskiej Akademii Nauk), tzw. Biblioteki Przyrodniczej. 1 listopada 1954 roku uzyskał tytuł zastępcy profesora. Działał w środowisku bibliotekarskim, od 1946 do 1960 roku zasiadał w Zarządzie Głównym Związku Bibliotekarzy i Archiwistów Polskich; później Stowarzyszenie Bibliotekarzy Polskich (jako gospodarz, zastępca przewodniczącego i skarbnik).
Publikował artykuły w zakresie bibliotekarstwa radzieckiego, wykonywał tłumaczenia, był współtwórcą szkolnego podręcznika j. niemieckiego Lesebuch fär die 5 Klasse z 1954 roku (współautor: E. Iwańczyk). W 1961 roku był jednym organizatorów Koła Odra–Nysa przy Towarzystwie Rozwoju Ziem Zachodnich.
Zamieszkiwał przy ulicy Kazimierzowskiej 50 m. 15 w Warszawie (1958). Zmarł 8 sierpnia 1971 roku, dwa miesiące po śmierci brata Klemensa. Został pochowany na Cmentarzu Komunalnym Południowym w Warszawie.
Jego żoną od 1923 roku była Zofia, z domu Wisłocka (1898–1986). Mieli syna Klemensa (1924–1941) i córkę Annę.

## Ordery i odznaczenia
- Krzyż Oficerski Orderu Odrodzenia Polski
- Krzyż Walecznych[25]
- Medal Niepodległości – 24 maja 1932 „za pracę w dziele odzyskania niepodległości”[26][3]
- Medal Dziesięciolecia Odzyskanej Niepodległości